# Pachycrocuta
Pachycrocuta ist eine ausgestorbene Hyänengattung, die im Pliozän und Pleistozän in Afrika und Eurasien lebte. Sie gilt als größte Hyänengattung, die je existierte. Ursprünglich wurden diese großen Hyänen der Gattung Hyaena zugeschrieben, zu der die heutigen Braunen Hyänen und Streifenhyänen zählen.

## Merkmale
Mit einer Schulterhöhe von etwa einem Meter bei Pachycrocuta brevirostris erreichte diese riesige Hyäne fast die Ausmaße eines Löwen. Das Gewicht wird mit 113 kg oder sogar mehr geschätzt. Im Gesamterscheinungsbild war sie mit dem großen Schädel, der abfallenden Rückenlinie und dem langen muskulösen Hals den typischen heutigen Hyänen sehr ähnlich. Die Kopf-Rumpf-Länge lag etwa bei 1,5 m.

## Arten und Verbreitung
Pachycrocuta ist aus Afrika, Europa und Asien bekannt. In Asien kam sie bis Java und bis Nordchina vor, wo an der Fundstelle Zhoukodian bei Peking besonders gut erhaltene Überreste der Art Pachycrocuta brevirostris gefunden wurden.
In Europa kam die Gattung mit Pachycrocuta pyrenaica, die zuerst in Südfrankreich beschrieben wurde, seit dem frühen Miozän vor. Ihr Vorläufer war vermutlich ein naher Verwandter der Gattung Hyaenictitherium. Während des Pliozän, vor rund 3,2 Millionen Jahren, wurde diese Form hier durch die modernere Art Pachycrocuta perrieri ersetzt. Im spätesten Pliozän wurde diese von der größten bekannten Art Pachycrocuta brevirostris abgelöst.
Pachycrocuta tauchte in Afrika erstmals im späteren Pliozän vor rund 3 Millionen Jahren auf und überlebte hier bis ins frühe Pleistozän. In Eurasien ist die Gattung bis vor 500.000 Jahren, das heißt ins mittlere Pleistozän nachgewiesen. Anderen Quellen zufolge überlebte Pachycrocuta brevirostris im südlichen China bis ins späte Pleistozän. Das Aussterben der Art wird unter anderem mit dem Aussterben der großen Säbelzahnkatzen wie etwa der Gattung Homotherium in Verbindung gebracht, da mit dem Fehlen großer Beutegreifer auch große Kadaver als Nahrungsgrundlage verschwanden.